# Alfred Gomis
Amigo Alfred Junior Gomis (sinh ngày 5 tháng 9 năm 1993) là một cầu thủ bóng đá chuyên nghiệp người Sénégal hiện thi đấu ở vị trí thủ môn cho câu lạc bộ Rennes tại Ligue 1 và đội tuyển quốc gia Sénégal.